# Francisco Martínez (escultor)
Francisco Martínez, artista venezolano nacido en San Juan de los Morros, en el año 1971. Escultor y docente que ha desarrollado su carrera en diversas exposiciones tanto en Venezuela como en el exterior del país.

## Biografía
inicio estudios en la escuela de artes plásticas Cristóbal Rojas de Caracas en 1988. Realizó estudios de Escultura en el Instituto Universitario de Estudios Superiores de Artes Plásticas Armando Reverón (IUESAPAR)  

### Exposiciones individuales
- 2018 Iconos y Pareidolias. La mutabilidad de la imagen. Galería 39. Caracas. Venezuela
- 2011 Disociaciones Colectivas. Galería GBGArts. Caracas, Venezuela
- 2008 Tras la Huella. Galería 39. Caracas ,Venezuela
- 2005 Formas Templadas .Museo Francisco Narváez .Caracas . Venezuela
- 2004 La Llama de una Vela. Espacio UnNexus .Instituto Armando Reverón. Caracas, Venezuela
- 1999 Desde el Centro. Galería de las Artes del Fuego de Caracas. Gobernación del Distrito Federal .Caracas .Venezuela
- 1999 Puntos de Encuentro. Espacios S/T . Instituto Armando Reverón. Caracas Venezuela

### Exposiciones colectivas
- 2018 XVI Bienal de Miniaturas Gráficas Luisa Palacios. Homenaje a los maestros Teresa Casanova y Fernando de Szyszlo. Corporación Andina de Fomento. Caracas , Venezuela .
- 2018 Proyecto Pixeles. Imago Art in Action, Coral Gables . Florida , Estados Unidos.
- 2017 Terra Gráfica. Terra Candela . Taller de Artistas Gráficos Asociados TAGA. Caracas . Venezuela.
- 2017 Imago Mundi Project. Benetton Foundation. Galería de Arte Florida. Caracas Venezuela.
- 2016 Opening Exhibitions. IdeoBox Artspace. Miami Florida.
- 2016 Exhibitions Runs . Through in benefits of ILOVE Venezuela Foundations. Dupont Building. Miami Florida.
- 2016 Caracas Utópica .Hacienda la trinidad. Caracas ,Venezuela.
- 2015 Colectiva de Verano. Galería 39. Caracas ,Venezuela.
- 2014 Rapsodia. Galería 39. Caracas. Venezuela.
- 2014 Panorámica. Arte Emergente en Venezuela 2000-2012. Sala TAC. Caracas.Venezuela.
- 2014 Ibero American Art Fair Seoul. Corea del Sur.
- 2013 Ibero American Art Fair Seoul. Corea del Sur.
- 2013 Entre el recuerdo y la nostalgia..Galería Art3.Caracas ,Venezuela.
- 2013 Lugares, personas y cosas . La Ventana .Centro de Arte los Galpones . Caracas. Venezuela.
- 2013 Colectiva FIA 2013 . Galería Parenthesis. Centro de Arte los Galpones. Caracas. Venezuela.